# Tales of Monkey Island
Tales of Monkey Island (с англ. — «Истории острова Обезьян») — компьютерный квест от компании Telltale Games, разработавшей игру в содействии с LucasArts. Игра является пятой частью серии Monkey Island. Как и прежде, игрок принимает роль пирата Гайбраша Трипвуда, которому опять предстоит вызволить свою любовь из лап злодея ЛеЧака, одновременно спасая Вест-Индию от колдовской оспы. Как и другие игры от Telltale Games, игра состоит из пяти ежемесячных эпизодов. Выпуск первого состоялся 7 июля 2009 для Windows. В отличие от предыдущих эпизодических игр компании, все эпизоды Tales of Monkey Island представляют собой единую историю.

## Сюжет
Как и другие игры от Telltale Games, игра состоит из нескольких эпизодов, выходивших с месячным интервалом в течение второй половины 2009 года.
| № | Название                                                                         | Режиссёр     | Сценарист | Дата выхода                    |
| --- | -------------------------------------------------------------------------------- | ------------ | --- | ------------------------------ |
| 1 | «Запуск «Ревущего Нарвала»» «Launch of the Screaming Narwhal»                    | Майкл Стеммл | Марк Дэрин, Брендан Фергусон, Чак Джордан, Джейк Родкин и Майкл Стеммл                                            | 7 июля 2009 года (Windows)     |
| Сражаясь со своим извечным врагом пиратом ЛеЧаком, Гайбраш Трипвуд попадает на остров Флотсэм, из которого из-за причудливой розы ветров никто не может выбраться. Побеждённый ЛеЧак превращается в нормального человека, но при этом часть злой сущности бывшего зомби-пирата заражает руку Гайбраша. Главному герою предстоит одолеть учёного маркиза де Синжа, исправить ветра на острове и отправиться на поиски Большой губки, которая поможет справиться с оспой, распространившейся по вине Трипвуда по всем островам. |                                                                                  |              | |                                |
| 2 | «Осада Рыбацкого Рифа» «The Siege of Spinner Cay»                                | Марк Дэрин   | Уилл Армстронг, Марк Дэрин, Брендан Фергусон, Чак Джордан, Джейк Родкин и Майкл Стеммл                            | 20 августа 2009 года (Windows) |
| Корабль Трипвуда берёт на абордаж охотница за пиратами Морган ЛеФлэй, нанятая маркизом де Синжем. Гайбрашу удаётся от неё избавиться, но перед этим она успевает отрубить ему заражённую руку. Трипвуд вынужден высадиться на Рыбацком рифе, населённом русалками, где находит Элейн Марли и «очеловеченного» ЛеЧака, пытающихся найти артефакты для поиска Большой губки. Раздобыв всё нужное и пробившись через морскую блокаду, Гайбраш направляется к гигантским ламантинам, которые могут привести к Большой губке. Его вновь настигает ЛеФей, и во время драки корабль вместе с ними заглатывает гигантский ламантин. |                                                                                  |              | |                                |
| 3 | «Логово левиафана» «Lair of the Leviathan»                                       | Шон Ванаман  | Уилл Армстронг, Марк Дэрин, Брендан Фергусон, Дейв Гроссман, Джо Пинней, Джейк Родкин, Майкл Стеммл и Шон Ванаман | 29 сентября 2009 (Windows)     |
| Внутри ламантина Гайбраш встречается с испанцем по имени Коронадо де Кава, который всё ещё ищет Губку. Гайбраш в утробе ламантина втирается в доверие к бывшим членам экипажа де Кава (который считает их давно погибшими), а также находит старого приятеля — говорящего черепа по имени Мюррей. Получив от экипажа ушную улитку, необходимую ламантинам для навигации в воде, Гайбраш направляет ламантина к брачной территории ламантинов, где Губку охранят огромная самка ламантинов. Трипвуд помогает своему ламантину соблазнить самку и получает Большую губку (которая на самом деле не такая уж и большая). С помощью губки Гайбраш излечивается от оспы, но на него вновь нападает ЛеФей, что передать его маркизу. |                                                                                  |              | |                                |
| 4 | «Суд и казнь Гайбраша Трипвуда» «The Trial and Execution of Guybrush Threepwood» | Майкл Стеммл | Уилл Армстронг, Марк Дэрин, Брендан Фергусон, Дейв Гроссман, Джо Пинней, Джейк Родкин, Майкл Стеммл и Шон Ванаман | 30 октября 2009 года (Windows) |
| Морган нехотя доставляет Гайбраша де Синжу, но горожане силой вручают Гайбрашу проклятую повестку в суд, где его обвиняют в нескольких гражданских нарушениях. Несмотря на то, что прокурором является его старый знакомый Стэн, Гайбрашу удаётся убедить судью в его непричастности. Но затем его обвиняют в преступном распространении Оспы на островах, за что ему грозит виселица. Гайбраша спасает ЛеЧак, который прилюдно раскрывает, что во всех злоключениях Гайбраша, Элейн и ЛеЧака виновна вуду-леди. Гайбраша отпускают, а ЛеЧака и вуду-леди сажают в тюрьму. Вуду-леди объясняет, что излчить жителей островов от болезни может Большая губка, но только действительно большая. Для активизации губки ей нужно устроить «пиршество чувств». Разыскивая нужные предметы для пиршества, Гайбраш находит тело убитой ЛеФей. Гайбарш попадает в ловушку маркиза де Синж, пытающегося с помощью оспы получить эликсир бессмертия. Гайбраш побеждает его и бросает губку в машину маркиза, из-за чего она разрастается до огромных размеров и поглощает всю оспу с островов. Внезапно появляется ЛеЧак и пронзает мечом Гайбраша — всё это время он притворялся. Пока Элейн плачет над умирающим мужем, ЛеЧак вбирает всю Оспу из Губки в себя, опять превращаясь в нежить. |                                                                                  |              | |                                |
| 5 | «Явление пиратского бога» «Rise of the Pirate God»                               | Марк Дэрин   | Марк Дэрин, Дейв Гроссман, Джейк Родкин, Майкл Стеммл и Шон Ванаман                                               | 8 декабря 2009 года (Windows)  |
| Гайбраш обнаруживает, что попал в загробный мир и путешествует на лодке к Перекрестью, где перекрещиваются миры живых и мёртвых. Узнав от одного из местных, что ЛеЧаку удалось когда-то сбежать оттуда с помощью заклинания, Гайбраш пускается на поиски заклинания и его компонентов. По пути он встречается с Морган, которая впала в депрессию из-за прошедших событий. Когда Гайбраш пробивает барьер между мирами, ЛеЧак использует Большую губку, чтобы впитать огромное количество энергии потустороннего мира и стать Пиратским демонобогом. Гайбраш возвращается в мир живых, чтобы сразиться с ЛеЧаком, но он слишком слаб, чтобы меряться силой с озлобленным демонобогом, который гоняется за героем по кораблю, жестоко его избивая. Когда за ним бросается ЛеЧак, Гайбраш жертвует своей последней Нитью жизни, чтобы закрыть портал. ЛеЧак застревает между мирами, позволяя демонобогине Элейн и призраку Морган пронзить злодея мечами одновременно, уничтожая его тело и дух. Очнувшись в одиночестве на Перекрестье, Гайбраш поначалу считает, что навеки застрял в царстве мёртвых, но затем осознаёт, что у него остался ещё один предмет, подходящий к заклинанию ЛеЧака, — обручальное кольцо Элейн. Он использует его, чтобы вернуться к жене в восстановленном теле. После титров Морган доставляет банку с сущностью ЛеЧака Вуду Леди, выявляя желание вернуться в мир живых. |                                                                                  |              | |                                |

## Отзывы
| Игра                                           | GameRankings               |
| ---------------------------------------------- | -------------------------- |
| Launch of the Screaming Narwhal                | 80,47 % (ПК) 80,58 % (Wii) |
| The Siege of Spinner Cay                       | 79,38 % (ПК) 80,60 % (Wii) |
| Lair of the Leviathan                          | 83,90 %                    |
| The Trial and Execution of Guybrush Threepwood | 82,46 %                    |
| Rise of the Pirate God                         | 82,45 %                    |

Игра заняла второе место в номинации «Квест года» (2009) журнала «Игромания».